# Fondation Leenaards
 (juillet 2017).
Si vous disposez d'ouvrages ou d'articles de référence ou si vous connaissez des sites web de qualité traitant du thème abordé ici, merci de compléter l'article en donnant les références utiles à sa vérifiabilité et en les liant à la section « Notes et références ».
La Fondation Leenaards soutient, sous la forme de mécénat, des œuvres à caractère social et de santé publique, scientifique et culturel établies dans les cantons de Vaud et Genève. Elle accorde également des bourses et des prix à des personnes hautement qualifiées dans les domaines scientifiques et culturels.
Créée en 1980 grâce à la générosité d’Antoine et Rosy Leenaards, la fondation vise à servir l’intérêt public dans un esprit philanthropique.

## Antoine et Rosy Leenaards
Issu d'une famille modeste de boulangers d'Anvers, en Belgique, Antoine Leenaards (1895-1995) a importé en Europe, après Guerre, le système éprouvé des capsules couronnes américaines. Il devint un industriel prospère, avec le soutien de son épouse, Rosa Parren (1900-1987), et de leur fils Joseph (1922-1980).
Après avoir consacré leur vie au rayonnement de ce véritable empire industriel, les Leenaards s'établissent en Suisse à l'approche de la retraite. Appréciant particulièrement le calme et la beauté des rives du Léman, ils s'installent à Lausanne, près de leurs amis Charles et Bluette Gonseth. En 1980, la mort prématurée de Joseph, leur fils unique âgé de 58 ans, les plonge dans une grande affliction. Sans autre descendant, ils décident alors de créer une Fondation d'utilité publique à leur nom avec l'aide précieuse de Charles Gonseth.
En 1982, Antoine Leenaards, à l'âge de 87 ans, quitte ses fonctions de directeur général de Belgian Crown Cork Company (Belcrown) tout en restant président jusqu'en 1986. L'année suivante, le 27 janvier 1987, sa femme Rose Parren décède. Quinze ans plus tard, le 1er décembre 1995, au décès d'Antoine Leenaards, la Fondation hérite de la quasi-totalité de ses biens.

## Bourses culturelles Leenaards
Chaque année, la Fondation Leenaards octroie 8 bourses culturelles d’un montant de 50 000 francs. Elles sont attribuées « à des artistes des cantons de Vaud et de Genève parvenus à un stade élevé de formation ou au bénéfice d’un talent prometteur ».
Liste des bénéficiaires
- 2023 : Sonia Kacem (plasticienne), Romane de Watteville (peintre), Charlotte Dumarthery (comédienne et metteuse en scène), Davide-Christelle Sanvee (performeuse), Borbála Szuromi (soprano), Carlos Bertão (bassoniste historique) , Victor Decamp (tromboniste et compositeur), Thierry Raboud (poète)

- 2022 : Lucas Erin (plasticien), Yoan Mudry (plasticien), Maiana Lavielle (violoncelliste), Nicolas Roulive (pianiste et compositeur), Sandar Tun Tun (DJ et compositeur.trice), Élodie Glerum (écrivaine), Pierrine Poget (écrivaine), Rémi Dufay (metteur en scène, performeur et vidéaste)

- 2021 : Luc Birraux (metteur en scène), Timothée Calame (plasticien), Maïté Chénière / Mighty (DJ afro-futuriste), Elise Corpataux (plasticienne), Carla Demierre (écrivaine), Tjasha Gafner (harpiste), Mirabelle Gremaud (comédienne et danseuse), Charlotte Herzig (plasticienne), Louis Jucker (musicien), Camille Luscher (traductrice), Cyril Metzger (comédien), Coraline Parmentier (pianiste), Julia Perazzini (comédienne, metteure en scène et auteure), Lola Sacier (peintre en décoration) Arnaud Sancosme, (plasticien), Simon Senn (performeur), Dimitri Soudoplatoff (chef d’orchestre et compositeur), Kelly Tissot (plasticienne), Trân Tran (metteur.e en scène et performeur.euse)
- 2020 : Giliane Cachin (graphiste), Julie Campiche (compositrice et harpiste), Vincent Casagrande (baryton), Joël Maillard (comédien, auteur et metteur en scène), Jean-Daniel Piguet (metteur en scène), Louis Schild (compositeur et instrumentiste), Marina Skalova (écrivaine), Shirin Yousefi (plasticienne)
- 2019 : Alfredo Aceto (plasticien), Antoine Courvoisier, (comédien) Anna Egholm (violoniste), Stéphanie Guérin (mezzo-soprano), Yusuké Y. Offhause (plasticien), Gina Proenza (plasticienne), Véronica Segovia (costumière), Fanny Wobmann (auteure)
- 2018 : Raluca Antonescu (écrivaine), Émilie Charriot (metteure en scène), Natacha Donzé (artiste et peintre), Ensemble Batida (percussionnistes et pianistes), Thomas Flahaut (écrivain), Bertille Laguet (designer), Victor Roy (Scénographe), Baker Wardlaw (plasticien)
- 2017 : Adrien Chevalley, (plasticien), Maya Rochat, (plasticienne) ; Frédéric Gabioud, (peintre), Elisa Shua Dusapin, (auteure), Raphaël Vachoux, (comédien), Jansen Ryser, pianiste, Martina Morello clarinettiste, Serge Vuille, percussionniste
- 2016 : Peggy Adam (auteure de bande dessinée et illustratrice), Maryam Goormaghtigh (réalisatrice), Marie Mercier (clarinettiste), Bruno Pellegrino (écrivain), Julie Richoz (designer), (Simon Rimaz photographe et plasticien), Marina Viotti (mezzo-soprano), Trio Æterno
- 2015 : Sébastien Mettraux (peintre)[1], Vincent Ruiz del Portal (contrebassiste improvisateur), Valentine Michaud (saxophoniste), Shannon Guerrico (photographe), Rafael Gordillo Maza (pianiste), Barbara Meuli (dessinatrice), Anne-Sophie Subilia (écrivaine), Basil da Cunha (cinéaste)

- 2014 : Céline Mellon (soprano), Estelle Revaz (violoncelliste), Gaia Grandin (écrivain), Guillaume Dénervaud (plasticien), Helena Macherel (flutiste), Sébastien Meier (écrivain et auteur dramatique), Xénia Laffely (styliste), Virginie Rebetez (photographe)
- 2013 : Marie Fourquet (auteure dramatique), Elisa Larvego (artiste visuelle), Elena Schwarz (cheffe d'orchestre), Alex Baladi (auteur de bandes dessinées), André Gass (ténor), Christophe Guberan (designer industriel), Max Lobe (écrivain), Constantin Macherel (violoncelliste et compositeur)
- 2011 : Antoinette Dennefeld (mezzo-soprano), Douna Loup (écrivain), Sylvie Neeman Romascano (écrivaine et rédactrice), Mélodie Zhao (pianiste), Frédéric Cordier (plasticien), Guy-François Leuenberger (pianiste-compositeur), Michael Rampa (peintre), Adrien Rovero designer (industriel)
- 2010 : Eva Fiechter (soprano), Noëlle Revaz (écrivain), Anne Rochat (artiste performeuse), Camille Scherrer (designer d'interaction), Mary-Laure Zoss (écrivaine), Jean-Sélim Abdelmoula (pianiste, improvisateur et compositeur), Mathieu Bertholet (auteur de théâtre et metteur en scène), Cédric Gremaud (pianiste), Pablo Girolami (Bourse Leenaards Tremplin Danse – organisation Prix de Lausanne)
- 2009 : Julie Martin du Theil (soprano), Marielle Pinsard (auteur et metteur en scène), Valentine Schopfer (peintre graveur), Aimée Hoving et Anoush Abrar (photographes), Arthur Hnatek (batteur de jazz), Blaise Hofmann (écrivain), Nicolas Le Moigne (designeur de produits), Mauro Lo Conte (pianiste)
- 2008 : Marion Graf (traductrice littéraire), Nadia Rigolet (violoniste et altiste), Clémence Tilquin (soprano), Collectif BIG-GAME (designers), Grégoire Jeanmonod, Augustin Scott de Martinville, Eric Petit, Benjamin Bernheim (ténor), Alexandre Jollien (philosophe et écrivain), Julien Mages (auteur et metteur en scène), Régis Tosetti (graphiste)
- 2007 : Ariane Epars (artiste plasticienne), Isabelle Lambelet (violoniste), Myrthe Rozeboom (flûtiste), Nicole Seiler (danseuse et chorégraphe), Thomas Adank (photographe), Mateo Creux (pianiste), François-Xavier Poizat (pianiste), Nicolas Verdan (journaliste et écrivain)
- 2006 :  Sandra Korol (écrivain), Priscille Laplace (soprano), Catherine Lovey (écrivaine), Alexandre Babel (percussionniste), Benoît Capt baryton, Lionel Cottet (violoncelliste), Alexis Georgacopoulos (designer), Dominique Gesseney-Rappo (compositeur)
- 2005 : William Blank (compositeur), Wendy Ghysels (violoniste), Étienne Hersperger (baryton-basse), Natalia Madera (violoniste), Guy Meldem (dessinateur), Nicolas Suter (percussionniste), Joël Tettamanti (photographe), Pierre Voélin (poète)
- 2004 : David Borloz (baryton), Philippe Decrauzat (peintre), Léo Fabrizio (photographe), Stéphane Fretz (artiste peintre), Jacques Roman (écrivain, acteur et metteur en scène), Denis Savary (photographe et vidéaste), Carine Séchehaye (cantatrice), José Flore Tappy (écrivain et poète)
- 2003 : Thomas Bouvier (écrivain), Jean Crotti (artiste peintre), Stéphane Ducret (artiste peintre), Robert Ireland (arts visuels), Marie-Stéphanie Janecek (violoncelliste), Rachel Kolly d'Alba (violoniste), Romain Kuonen (percussionniste), Patrick Montan (claveciniste)
- 2002 : Virginie Besson (cantatrice), Vanessa et Fiona Kraege (pianistes et violonistes), Marina Lodygensky (cantatrice), Lionel Baier (réalisateur), François Debluë (écrivain), Alain Huck (arts visuels), Cyril Regamey (percussionniste)
- 2001 : Thierry Besançon (pianiste et percussionniste), Corinne Desarzens (écrivaine), Sylvie Fleury (arts visuels), Delphine Gillot (flûtiste), Yves Laplace (écrivain), Jean-Luc Manz (arts visuels), Cédric Pescia (pianiste), Jacques Pugin (photographe), Olivier Saudan (arts visuels), De-Quing Wen (compositeur)
- 2000 : Ignazio Bettua (arts plastiques), Alexandre Clerc (violoncelliste, pianiste et chef d’orchestre), Olivier Estoppey (peintre sculpteur), Claire Genoux (écrivain), Romain Hürzeler (violoniste), Sophie Graf (cantatrice), Jean-Michel Olivier (écrivain), Antoine Rebstein (pianiste), Andréas Stauder (compositeur)
- 1999 : Catherine Bolle (graveur), Pascale Moe Bruderer (danseuse), Christian Chamorel (pianiste), Stéphane Dafflon (peintre), Sylviane Dupuis (écrivain), Sophie Hammarström (arts visuels), Anne Huser (violoniste et altiste), Plamena Nikitassova (violoniste), Louis Schwizgebel (pianiste), Jean-François Sonnay (écrivain), Graziela Valceva (mezzosoprano)
- 1998 : Francis Baudevin (peintre), Nicolas Bolens (compositeur), Jacques-Etienne Bovard (écrivain), Virginie Falquet (pianiste), Michel Layaz (écrivain), Marcel Maeder (peintre), Antonin Moeri (écrivain), Christine Sefolosha (peintre), Bernard Voïta (photographe)
- 1997 : Peter Baumann (percussionniste), Jean-Stéphane Bron (cinéaste), Laurent Estoppey (saxophoniste), Jean-Marc Heim (danseur et chorégraphe), Laurent Hubert (peintre), Raphaël Kalmy (écrivain), Sylvaine Marguier (écrivaine), Isabelle Meyer (violoniste), Olivier Rogg (pianiste)

## Prix culturels Leenaards
La Fondation Leenaards décerne chaque année de 1 à 3 prix culturels. Dotés de 30 000 francs chacun, ces prix « visent à consacrer des parcours exceptionnels et leur impact sur la vie culturelle de la région lémanique ».
Liste des lauréats
- 2023 Cindy Van Acker, chorégraphe et danseuse

- 2022 Georges Nivat, historien, traducteur et essayiste

- 2021 Caroline Coutau, éditrice

- 2020 Jean-Stéphane Bron, réalisateur, Pierre Keller (à titre posthume)

- 2019 Mathieu Menghini, historien, dramaturge et expert culturel

- 2018 Yvette Théraulaz (chanteuse-interprète et comédienne)
- 2017 Dominique Catton (homme de théâtre), Silvie Defraoui (plasticienne) Michael Jarrell (compositeur)
- 2016 Georges Descombes (architecte-paysagiste), Alain Tanner (cinéaste), Quatuor Sine Nomine
- 2015 Thomas Römer (auteur), Pierre Strinati (critique), Carmen Perrin (plasticienne)
- 2014 Hervé Dumont (historien du cinéma), Kei Koito (organiste), Werner Jeker (graphiste et illustrateur)
- 2013 Jean-Luc Godard (cinéaste), Jean François Billeter (sinologue), Lionel Rogg (organiste)
- 2012 Doris Jakubec (professeure en littérature romande), Alice Pauli (galériste et peintre art contemporain), Jacques Gardel (metteur en scène)
- 2011 Jacqueline Veuve (cinéaste), André Corboz (historien de l'architecture et de l'urbanisme), Jean Scheurer (peintre)
- 2010 Renée Auphan (cantatrice et directrice d’opéra), Étienne Barilier (écrivain), Freddy Buache (critique de cinéma et fondateur de la Cinémathèque suisse)
- 2009 Philippe Mentha (acteur et metteur en scène), Henri Presset (sculpteur et graveur), Jacques Probst (auteur et comédien)
- 2008 Stéphane Brunner (peintre), Michel Corboz (chef de chœur et d’orchestre), Bertil Galland (écrivain, éditeur et journaliste)
- 2007 John M. Armleder (artiste-peintre), Mario Del Curto (photographe), Eric Tappy (artiste lyrique)
- 2006 Noemi Lapzeson (danseuse et chorégraphe), Gaston Cherpillod (écrivain), Edmond Quinche (peintre)
- 2005 Asa Lanova (écrivaine), Gaspard Delachaux (sculpteur), Jean-Jacques Langendorf (écrivain)
- 2004 Gilles Jobin (chorégraphe), Jean Vuilleumier (écrivain)
- 2003 Anne Perrier (écrivaine), Hervé Klopfenstein (chef d’orchestre), Francis Reusser (cinéaste)
- 2002 Catherine Safonoff (écrivaine), Michel Duplain (graveur), Denis Maillefer (metteur en scène)